# أنتيفيليببوي (كافالا)
أنتيفيليببوي (Αντιφίλιπποι) عرفت حتى عام 1927 باسم درانيتسي هي قرية تابعة لبلدية بانغايو في الوحدة الإقليمية كافالا في منطقة مقدونيا الشرقية وتراقيا. بلغ عدد سكانها 869 مقيمًا دائمًا وفقًا لتعداد 2011. وهي تقع على ارتفاع 120 مترًا عند سفح جبل بانغايو بالقرب من المياه الضحلة في فيليبي. تقع على بعد 23 كم من كافالا وعلى بعد 6 كم من إليفثيروبولي.

## التاريخ
تم العثور على مستوطنة كلاسيكية من الفترة الهلنستية وبقايا قلعة على تلة «دريفيني» أو «ستافروس»، مباشرة شمال شرق القرية. في تلة سينا المنخفضة، على بعد 1.5 كم شمال شرق القرية، تم العثور على خبث معدني وبقايا جدران. تم العثور على فخار سطحي من العصر الروماني غربي القرية.
في بداية القرن العشرين، كان أغلب سكان درانيتسي من الأتراك ويبلغ عددهم 400 نسمة،  ثم استقرت 126 عائلة لاجئة في أنتيفيليبي بعد تبادل السكان، وأصبح كل سكانها من اللاجئين. مع تطبيقب برنامج كابوديسرياس، أصبحت جزءًا من بلدية إليفثيروبوليس وكانت في السابق جزءًا من كومونة أنتيفيليبي.

## السكان
| التعداد | 1928 | 1940 | 1951 | 1961 | 1971 | 1981 | 1991 | 2001 | 2011 |
| ------- | ---- | ---- | ---- | ---- | ---- | ---- | ---- | ---- | ---- |
| السكان  | 55   | 832  | 951  | 960  | 802  | 859  | 813  | 1073 | 869  |